# Politics
Politics è un termine di origine inglese che indica la politica nel senso di meri rapporti di forza, di partiti e politici, contrapposto a policy. Gli stessi termini in italiano non trovano una traduzione perché sono entrambi inclusi nella medesima parola "politica".

## Origini
Fin dagli anni 1920 negli USA dominava l'idea che la classe politica fosse tendenzialmente corrotta rispetto ai valori e agli ideali che i politici si proponevano di perseguire. Per questo motivo il pragmatismo trovò una larga diffusione, imponendo una differenza lessicale in quello che in italiano la parola "politica" racchiude in un solo termine. Il primo significato corrisponde ad, appunto, politics e sta a indicare la parte "partigiana" della politica, ovvero quello scontro di interessi spesso basati non tanto su dati reali quanto su ideologie e valori. Il secondo, che traduce policy, indica il pragmatico studio dei necessari provvedimenti che un'amministrazione pubblica deve attuare.
Data la scarsa popolarità delle motivazioni per le decisioni politiche delle amministrazioni, sono affiorate nel territorio statunitense dei peculiari organismi che prendono il nome di think tank. Tali organizzazioni indipendenti, ad oggi ancora più presenti e rafforzate, si propongono di fornire a pagamento (sia a enti pubblici che a giornali) informazioni, dati, ventagli di opportunità sui problemi pubblici. Ormai i politici statunitensi non possono fare a meno di tali strumenti e se ne servono sia per scovare i mezzi migliori per raggiungere i propri fini di politica pubblica, sia per confermare o smentire l'oggettività del proprio operato.

## Oltre i confini degli USA
In Europa solo la Gran Bretagna ha direttamente conosciuto la differenza tra politics e policy grazie all'uniformità della lingua e al tradizionale scambio culturale con gli USA. Per gli altri paesi europei, invece, si tratta di materia essenzialmente di importazione e la differenziazione tra politics e policy oggi è ancora in fase di sviluppo.